# Estanh d'Arribereta de Baish
L'Estanh d'Arribereta de Baish ou Estanh de Ribereta de Baish (en catalan) est un Lac des Pyrénées, sur la commune de Naut Aran, dans la province de Lérida en Catalogne (Espagne).

## Description
L'Estanh de Ribereta de Baish est un lac naturel, il est à une altitude de 2 280 m et a une superficie d'environ 7 ha.

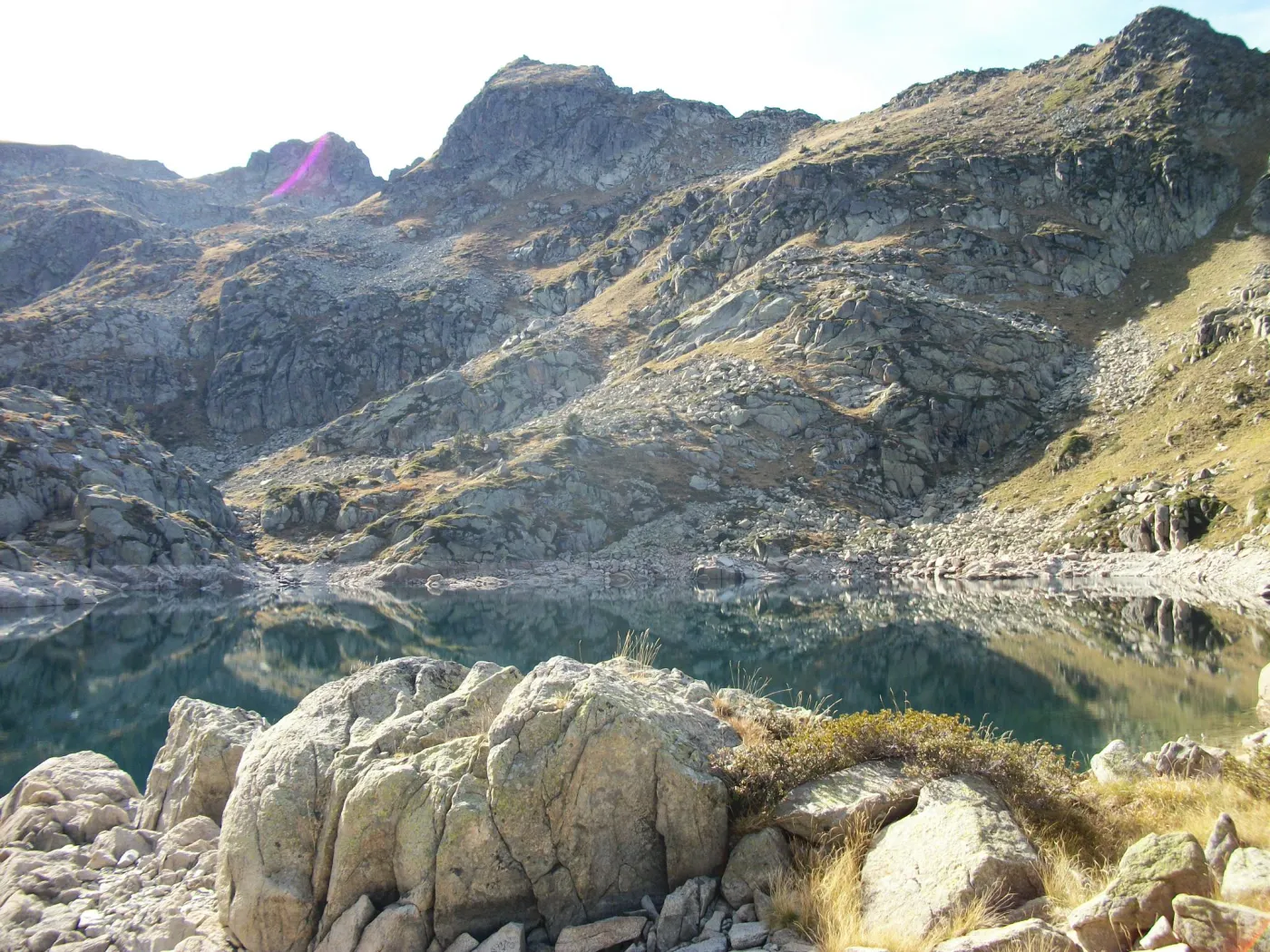
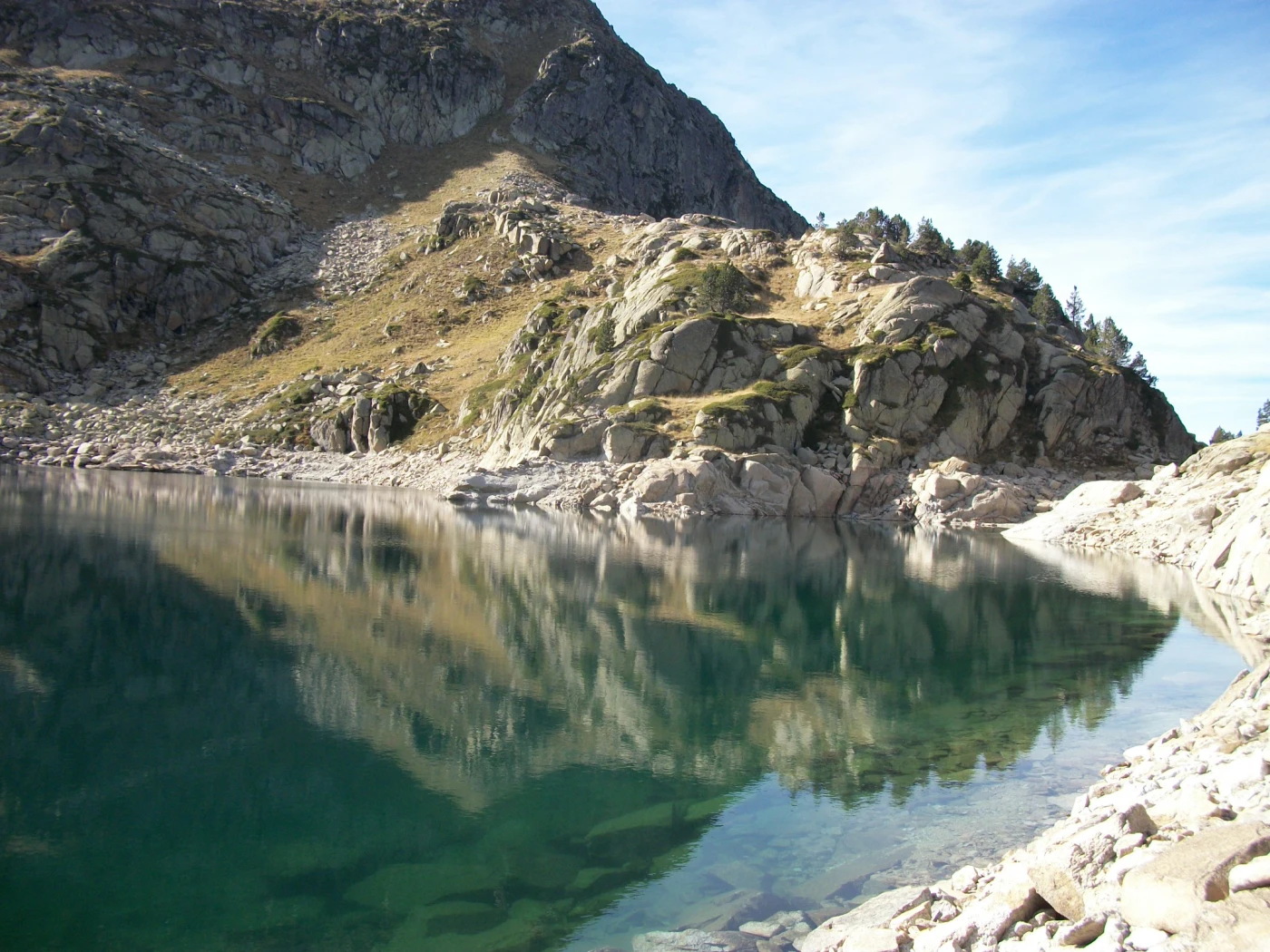